# Ad Quintum
Ad Quintum ókori római település volt Illyricum provinciában, a Genusus (Shkumbin) folyó völgyével párhuzamosan futó Via Egnatián, Scampis (ma Elbasan) közvetlen nyugati szomszédságában. Az egykori város kiterjedése nem ismert, rendszeres régészeti ásatások csak a déli peremén található római villa és a hozzá tartozó fürdőház feltárására irányultak. Utóbbi a legépebben megőrzödött római terma a mai Albánia területéről.

## Fekvése
Az egykori római villa fürdőháza Elbasan városától légvonalban 6, közúton 7 kilométerre délnyugati irányban található, Bradashesh falu déli határában. A romterület a régi SH7-es főút északi oldalán fekszik, ahonnan egy keskeny aszfaltúton kell felgyalogolni 50 métert és a bal kéz felől sorakozó lakóházak mögött már láthatóak a védőtető alatt fekvő épületmaradványok.

## Története
Ad Quintum az Adriai-tengert Byzantiummal összekötő Via Egnatia egyik kisebb települése volt azon a területen, ahol a ma Krusha néven ismert patak a Genususba (Shkumbin) ömlött, és a domboldalon számos friss vizű forrás fakadt. Az egykori Clodiana (Peqin) és Scampis (Elbasan) között, utóbbi közvetlen szomszédságában feküdt. A Mutatio Ad Quintum elnevezés mutatio eleme arra utal, hogy ezen a helyen egy másik út csatlakozott bele a Via Egnatiába.  Azt sem lehet teljesen kizárni, hogy a Via Egnatia Epidamnoszból, illetve Apollóniából kiinduló két szárnya itt találkozott, jóllehet, domborzati okokból erre a nyugatabbra fekvő Asparagium megfelelőbb helyszínként adódott. Az egykori település nagysága ismeretlen, de a feltételezések szerint már az út építése idején, az i. e. 2. században megkezdődött benépesülése. A terület régészeti ásatása 1968-ban ugyan megindult, de elsősorban egy római villa, valamint az ahhoz tartozó fürdőház épületkomplexumának feltárására irányult. Ezek stílusuk alapján az i. sz. 2. század végén vagy a 3. század elején épülhettek, a feltárt kultúrrétegek pedig arról tanúskodnak, hogy a 4. századig voltak használatban. A környéken további ókori épületek nyomaira bukkantak, illetve a régebbi házak némelyike római kori építőkövek felhasználásával épült.

## Régészeti leírása
Az Ad Quintum-i fürdőház és nymphaeum albániai viszonylatban az egyik legjobban megérződött építészeti emlék a maga nemében, ami a környék geológiai adottságainak köszönhető: az évszázadok esői több méternyi talajréteget mostak a domboldalról az egykori épületekre. Tipikus példája a kor előkelő, fényűző vidéki villáinak, amelyek tehetős gazdája – családja vagy barátai körében – ilyen épülettípusokban pihent, étkezett, fürdött és kikapcsolódott.
Az épületegyüttes egy hosszúkás földteraszt foglalt el, ennek nyugati végén áll a közel 40 méteres tengelyhosszúságú fürdőház. Bejárata a keleti oldalon nyílt, ahol egy apszisos záródású, félereszesen fedett, nagy alapterületű exedrába lehetett belépni. Itt kaptak helyet a pihenőágyak (stibadiumok) és az étkezőasztalok. A helyiség északi falát az anyakőzetbe vágták, ebből nyílik három boltozatos kőfülke (grottó), amelyek nymphaeumokként a felszínre bukkanó források befoglalására szolgáltak. Az exedrából nyílt a teljes egészében, boltozatos mennyezetével együtt fennmaradt, négyszögletes hideg vizes fürdő (frigidarium). Az épület fennmaradó, nyugati részében kapott helyet az öltözőszoba (apodyterium), amelynek vörös, sárga és fekete freskódíszei, falfestményei részlegesen napjainkig fennmaradtak. Innen kettős lépcső vezetett egy, körben padokkal felszerelt kisebb és nagyobb helyiségbe (vélhetően masszázsszobákba), valamint a meleg vizes fürdőbe (caldarium) és az izzasztókamrába (laconicum). Jó állapotban maradtak fent a padlófűtés (hypocaustum), valamint a termekhez csatlakozó fűtőház (praefurnium) maradványai is. Valamivel lejjebb a domboldalon korabeli ciszternákat is feltártak, amelyekbe vélhetően a környező források vizét vezették.
- A frigidarium bejárata
- Az apodyterium hátsó fala
- A hypocaustum